# Das Vermächtnis der Wanderhure
Das Vermächtnis der Wanderhure, conocida en Hispanoamérica como El legado de la cortesana y "El legado de la ramera errante" en España, es una película de la televisión alemana del año 2012, basada en la novela de Iny Lorentz. Se trata de la adaptación cinematográfica de la tercera parte de la serie de películas Die Wanderhure (La ramera errante) y Die Rache der Wanderhure (La venganza de la ramera errante).